# Serenga Safari
Serenga Safari is een rondrit in Wildlands Adventure Zoo Emmen. Het transportsysteem werd ontwikkeld door Severn Lamb en de aanpassing aan het thema door Jora Vision. Tijdens de rit wordt men door middel van een safaritruck met chauffeur door twee dierverblijven vervoerd. Alle trucks en hun aanhangers hebben tevens ruimte voor een rolstoelgebruiker. Serenga Safari werd in gebruik genomen bij de officiële opening van het park op 25 maart 2016. De attractie bevindt zich in het themagebied Serenga.

## Rit
De wachtrij is vormgegeven als kraal en dorpje van de Masai. In het dorpje zijn enkele kunstobjecten van de Masai te zien en in de kraal leven penseelzwijnen en dwergzeboe's.
Aan het einde van de wachtrij stapt men in een safaritruck om vervolgens de daadwerkelijke rondrit te starten. Tijdens de rit vertelt de chauffeur over de dieren die onderweg te zien zijn. Tijdens de tocht door de Savanne ziet men de diersoorten blauwe gnoe, giraffe, impala, steppezebra, waterbok en witte neushoorn en op de zogenaamde Leeuwenberg leeuwen. Daarna rijdt men door de Woestijn, waar kamelen en onagers te zien zijn en via de Savanne weer terug naar het station.